# Kunstmatige algemene intelligentie

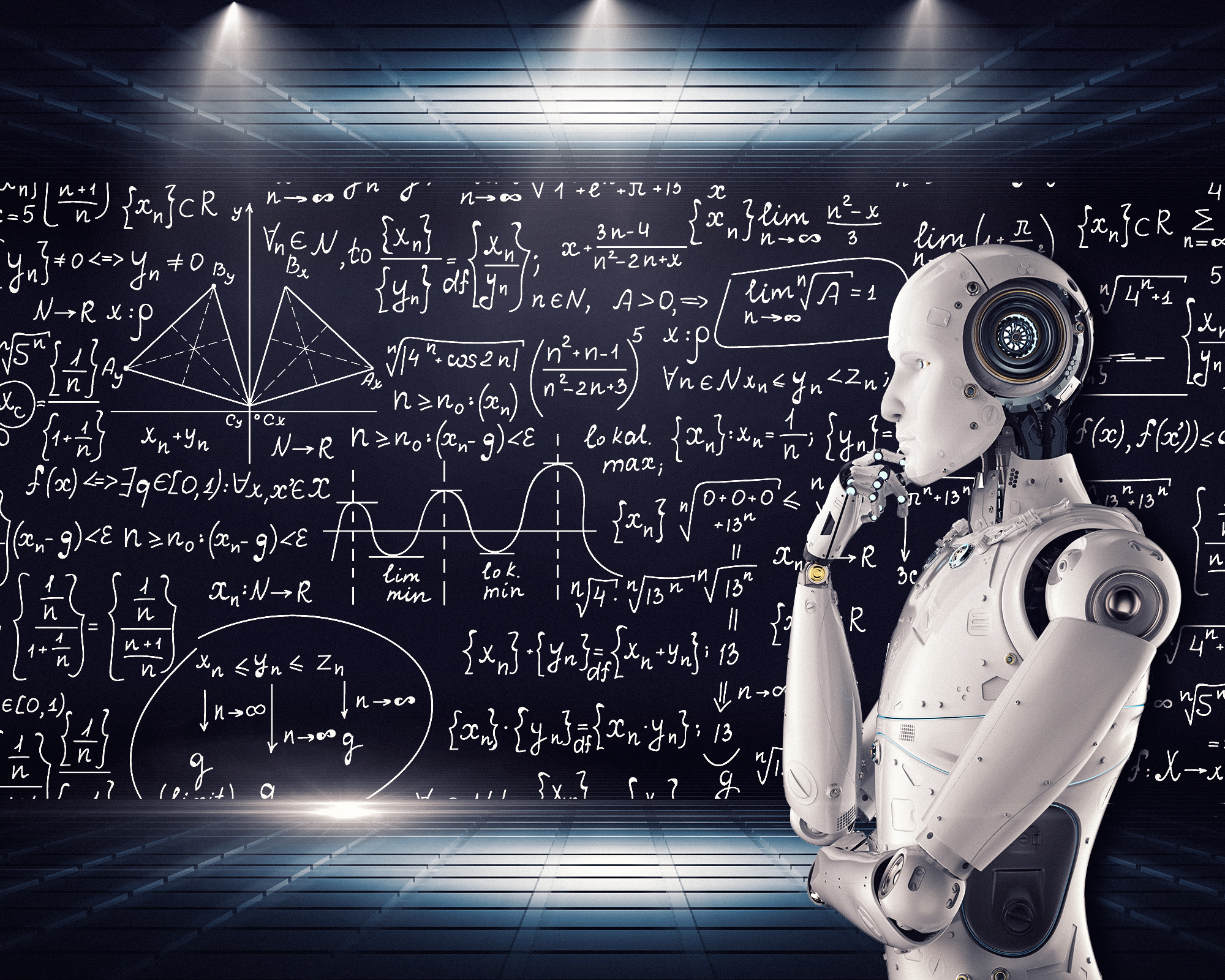

Kunstmatige algemene intelligentie oftewel Artificial General Intelligence (AGI) is de hypothetische intelligentie van een machine die de capaciteit heeft om elke intellectuele taak die een mens kan uitvoeren, te begrijpen of te leren. Het is een primair doel van onderzoek naar kunstmatige intelligentie en een veel voorkomend onderwerp in sciencefiction- en toekomststudies. AGI kan ook worden aangeduid als sterke AI,  volledige AI  of algemene intelligente actie. Sommige academische bronnen reserveren de term "sterke AI" voor machines die bewustzijn kunnen ervaren. Er wordt verwacht dat de huidige AI tientallen jaren verwijderd is van AGI.
In tegenstelling tot sterke AI is zwakke AI (ook wel smalle AI) niet bedoeld om menselijke cognitieve vaardigheden uit te oefenen, maar zwakke AI is beperkt tot het gebruik van software om specifieke probleemoplossing te bestuderen of te bereiken of redeneertaken.
Er bestaan in hoofdzaak twee theorieën over wat er nodig is om AGI te bereiken. Volgens één daarvan bestaan alle noodzakelijke technieken al, en is het slechts een kwestie van uitzoeken hoe die opgeschaald en geassembleerd kunnen worden. Volgens de andere moet er echter een geheel nieuw paradigma ontwikkeld worden, en zal diep leren, de huidige dominante techniek in AI, niet volstaan. In de praktijk situeren de meeste onderzoekers zich ergens tussen beide uitersten.

## Ethiek en veiligheid
Naarmate AI-systemen zich steeds verder ontwikkelen, rijzen vragen omtrent de veiligheid ervan. Een voorbeeld daarvan is het mogelijk gebruik van AI om massaal nepnieuws te verspreiden. Daarom wordt gewerkt aan systemen die zich menselijke waarden kunnen eigen maken, de logica achter hun beslissingen kunnen uitleggen en kunnen leren zonder mensen in het proces te schaden. Echter, er blijkt ook sprake van gecorrumpeerd gedrag door de grote techbedrijven. Gelekte documenten van een voormalige productmanager van Facebook onthulden onder meer dat het XCheck-programma van het sociale netwerk veel politici, beroemdheden en journalisten vrijstelt van het contentmoderatiebeleid, waardoor ze ongestraft verkeerde informatie en aanzetten tot geweld kunnen verspreiden.
Vanaf 2017 doen meer dan veertig organisaties actief onderzoek naar AGI. Een aantal van hen zijn gegroepeerd in het Partnership on AI.